# Santomera
Santomera is een gemeente in de Spaanse provincie en regio Murcia met een oppervlakte van 44 km². Santomera telt 15.952 inwoners (1 januari 2016).

## Demografische ontwikkeling
Bron: INE; 1991-2011: volkstellingen
Opm.: Voor 1978 behoorde Santomera tot de stad Murcia

## Bezienswaardigheden
Een van de bezienswaardigheden van de gemeente, op slechts 6 kilometer van het centrum van Santomera en naast de A6 snelweg, is het stuwmeer van Santomera, dat in de jaren zestig van de 20e eeuw werd gebouwd om de omgeving te beschermen tegen de overstromingen als van de Rambla Salada. Het meer is een tussenstop voor een groot aantal trekvogels en een thuis voor andere diersoorten. Om deze reden werd de statuus van regionaal belang toegezen. 
Vanwege het uitgestrekte en levendige dennenbos tussen Santomera en La Alcayna betekent de Coto cuadros (stuwmeer) een long voor de regio Murcia. Het reservaat heeft een oppervlakte van 1550 hectare, een waterbron met regenopvangsysteem en wordt gevormd door een set van zachte en golvende heuvels die niet hoger zijn dan 300 meter. Daardoor werd het een geliefde plek om te wandelen, te fietsen met een VTT, vogels te bestuderen en zich te laten verrassen door de natuur. 
Religieuze monumenten van de gemeente zijn de Parochiekerk van Nª Sª del Rosario (gebouwd in de 19e eeuw) en een Dominicaans klooster (17e eeuw).
Burgerlijke monumenten zijn La Casa Grande (19e eeuw), een neorenaissance paleis, het Stadhuis, uit het begin van de 20e eeuw, het Boomgaardhuis, uit de 18e eeuw en het gebouw "Espacio joven" genaamd.
Abanilla · Abarán · Águilas · Albudeite · Alcantarilla · Aledo · Alguazas · Alhama de Murcia · Archena · Beniel · Blanca · Bullas · Calasparra · Campos del Río · Caravaca de la Cruz · Cartagena · Cehegín · Ceutí · Cieza · Fortuna · Fuente Álamo de Murcia · Jumilla · La Unión · Las Torres de Cotillas · Librilla · Lorca · Lorquí · Los Alcázares · Mazarrón · Molina de Segura · Moratalla · Mula · Murcia · Ojós · Pliego · Puerto Lumbreras · Ricote · San Javier · San Pedro del Pinatar · Santomera · Torre-Pacheco · Totana · Ulea · Villanueva del Río Segura · Yecla